# اسلاید

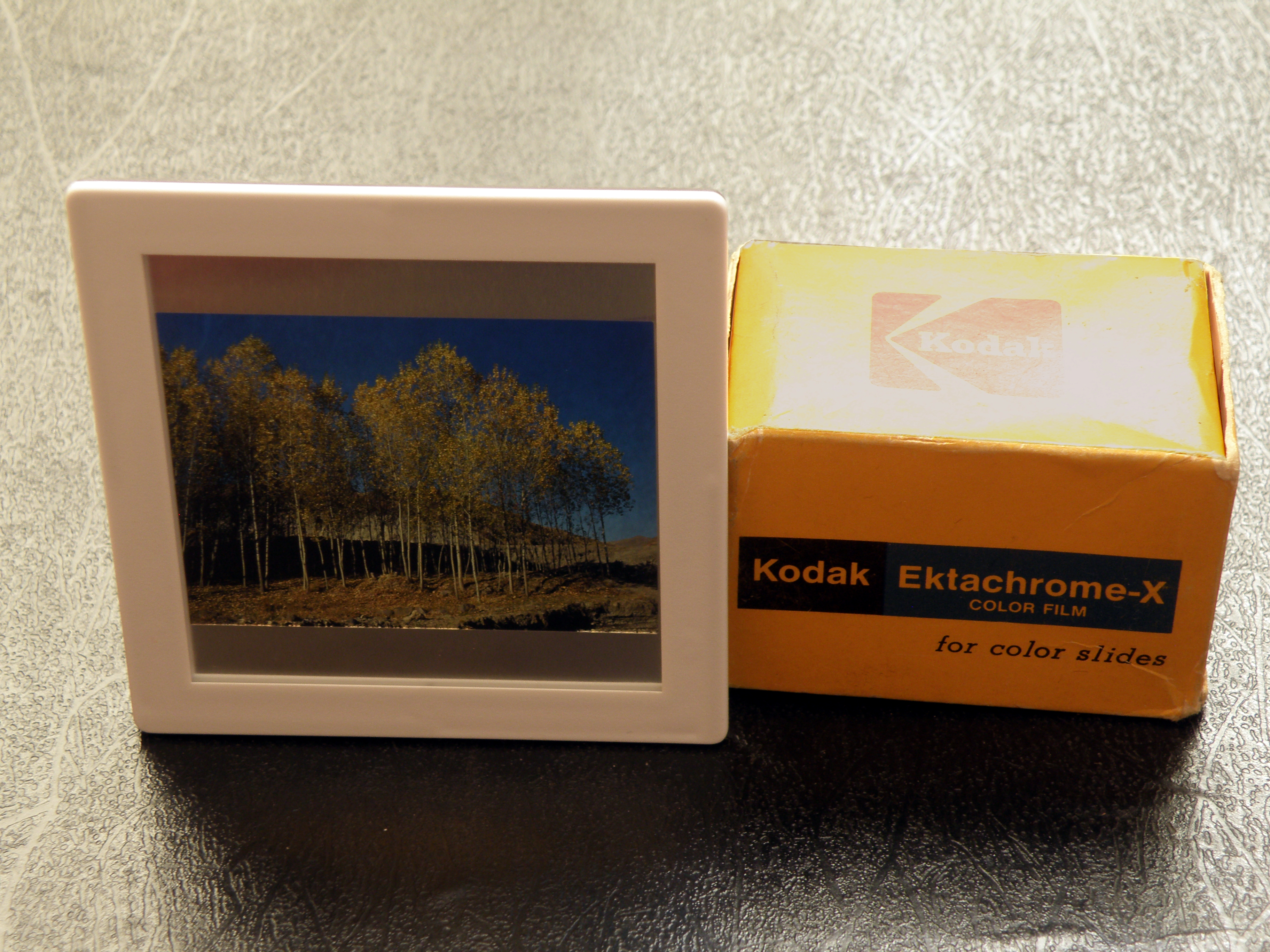
اسلاید ۱۲۰ در داخل قاب Gepe با شیشه آنتی نیوتن و یک اسلاید کداک اکتاکروم ۱۳۵

اسلاید در عکاسی، به یک نوع فیلم مثبت گفته می‌شود که باعث ثبت تصویری مثبت بر روی پایه شفاف می‌گردد. ظهور این فیلم از جهاتی با ظهور نگاتیو متفاوت است. فیلم مثبت در اندازه‌های مختلف تولید شده، از فیلم ۱۳۵ میلیمتری رول تا ۸ در ۱۰ اینچ تخت است.

## مزایا
شفافیت اسلاید منحصربه‌فرد است و برای نمایش آن بر روی پرده از یک اسلاید پروژکتور استفاده می‌شود. این حالت (نمایش بر روی پرده) این امکان را می‌دهد تا عکس را به مخاطبان زیادی که در یک محل جمع شده‌اند، به نمایش گذارد. 

## اندازه‌ها
رایج‌ترین اندازه اسلاید، ۳۵ میلیمتری آن است، که در قاب پلاستیکی با شیشه و بدون شیشه یا مقوایی برای نمایش در اسلاید پروژکتور قرار می‌گیرد. فیلم اسلاید برای موارد حرفه‌ای‌تر در اندازه‌های ۱۲۰ و فیلم تخت تا ۸ در ۱۲ اینچ تولید شده‌است.
نمایش اسلایدهایی که در اندازه فیلم تخت تولید شده‌اند مستلزم اسلاید پروژکتورهای مخصوصی است.

## موارد استفاده
استفاده از اسلاید موارد زیادی دارد. معمولاً بخاطر ماندگاری طولانی و شفافیت زیاد، برای تهیه تصاویر اثر انگشت، مقاطع میکروسکوپی، مدارک کاغذی، تصاویر نجومی، و غیره بکار می‌رود.

## قاب‌ها

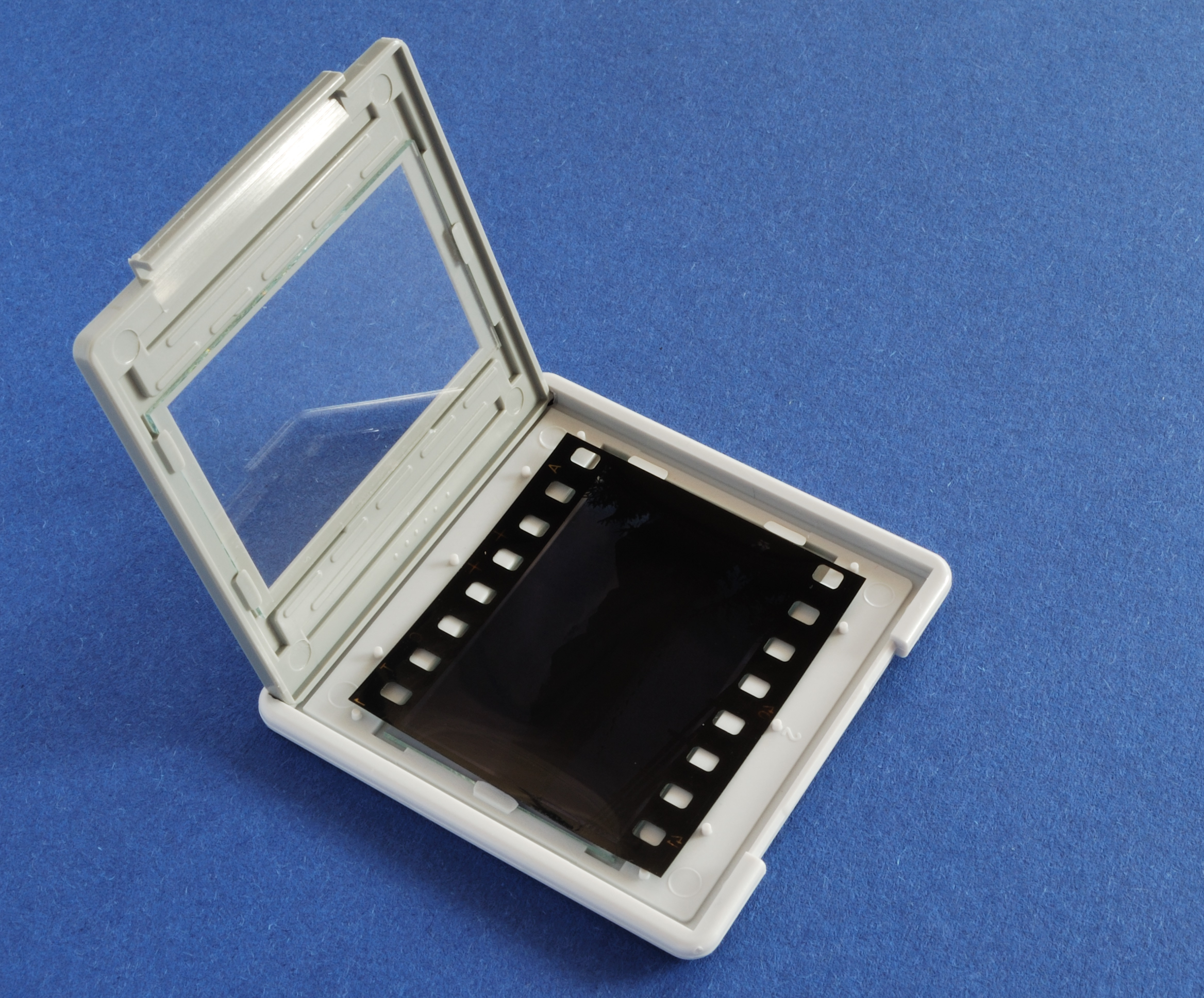
یک کادر فیلم اسلاید در حال جاگذاری در قاب اسلاید شیشه‌دار.

انواعی از قاب برای اسلایدها ساخته شده‌است. بعضی از مقوا و بعضی از پلاستیک. انواع پلاستیکی آن به صورت بدون شیشه و با شیشه طراحی و عرضه گردیده است. بهترین آن‌ها ساخت کارخانه Gepe است که با ماسک فولادی جهت ثابت نگهداشتن اسلاید در قاب و با شیشه آنتی نیوتن برای جلوگیری از به وجود آمدن دوایر نیوتنی در تصویر حاصله، در بازار موجود است.

## نگارخانه

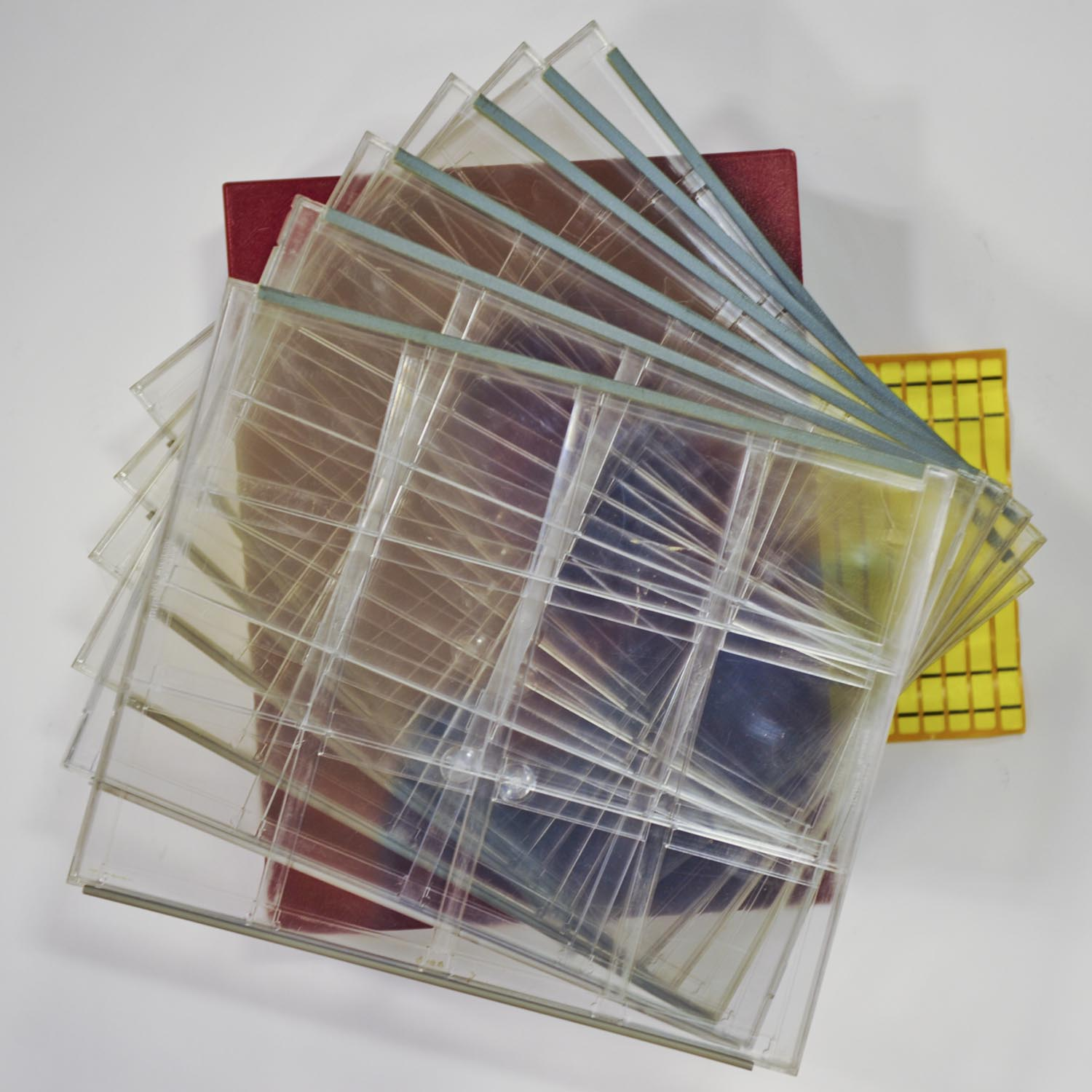
جعبه نگهداری اسلاید ۶ در ۶
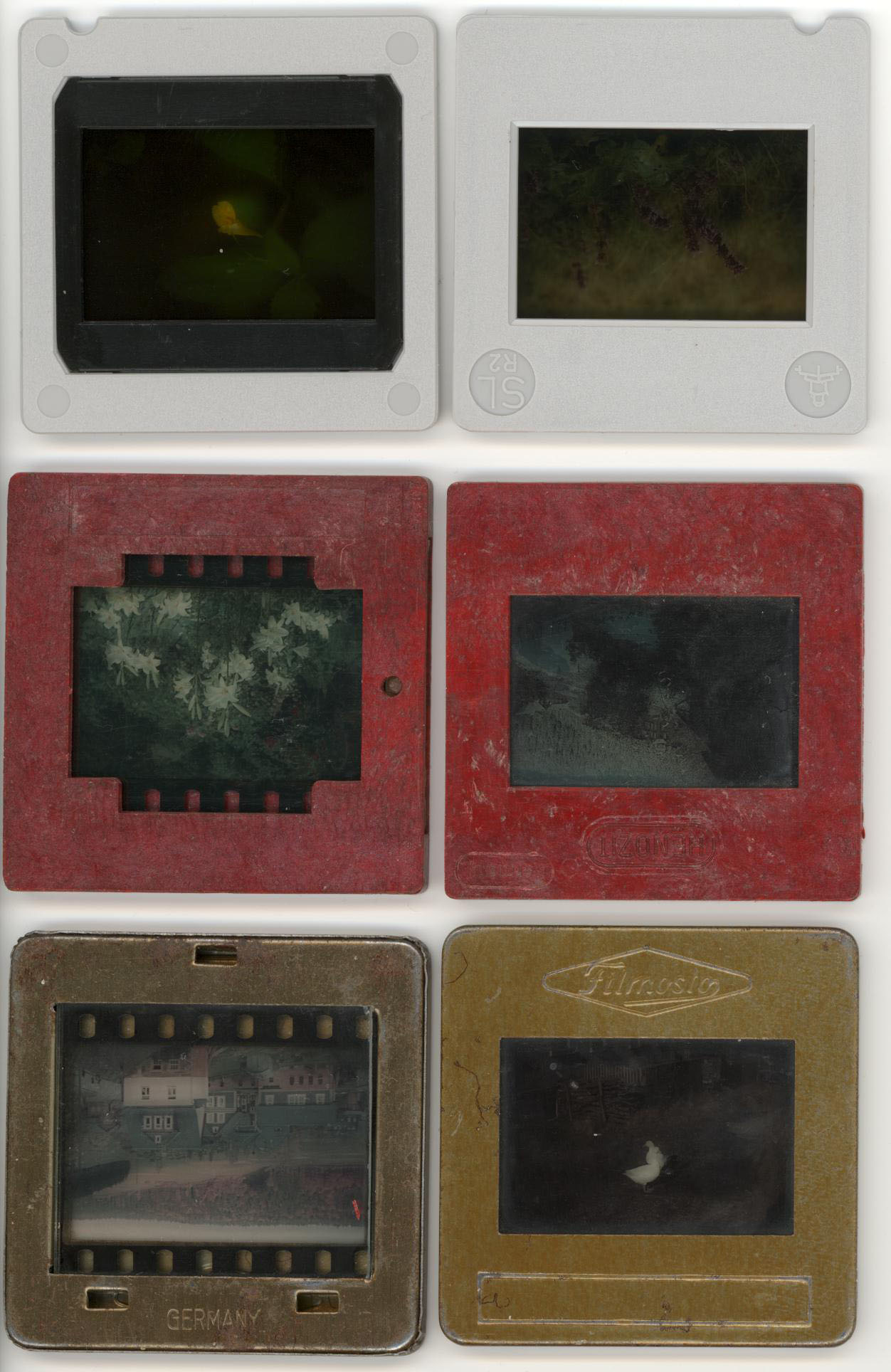
چند اسلاید ۳۵ میلیمتری
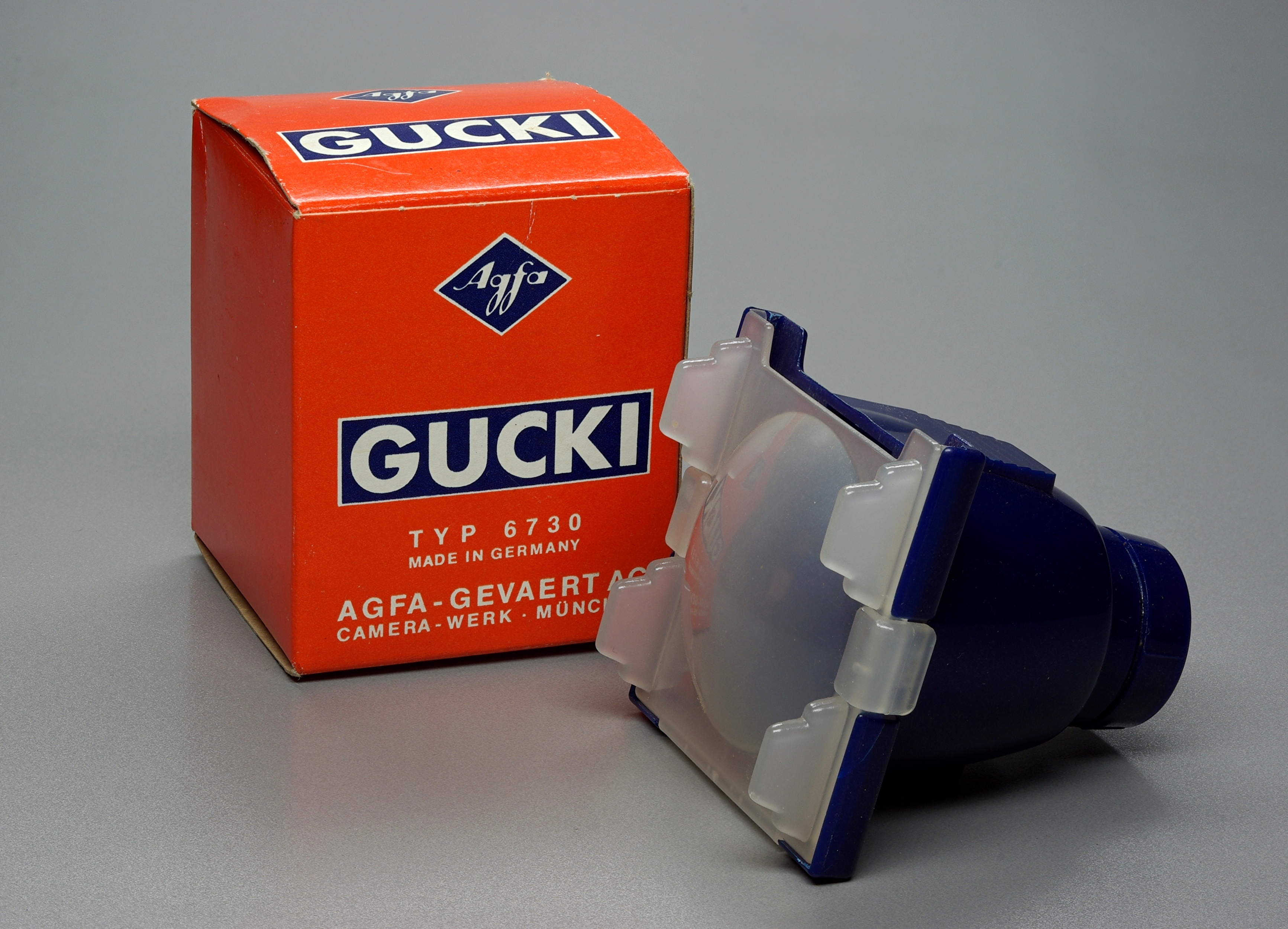
دستگاه بازبینی اسلاید آکفا در نور روز
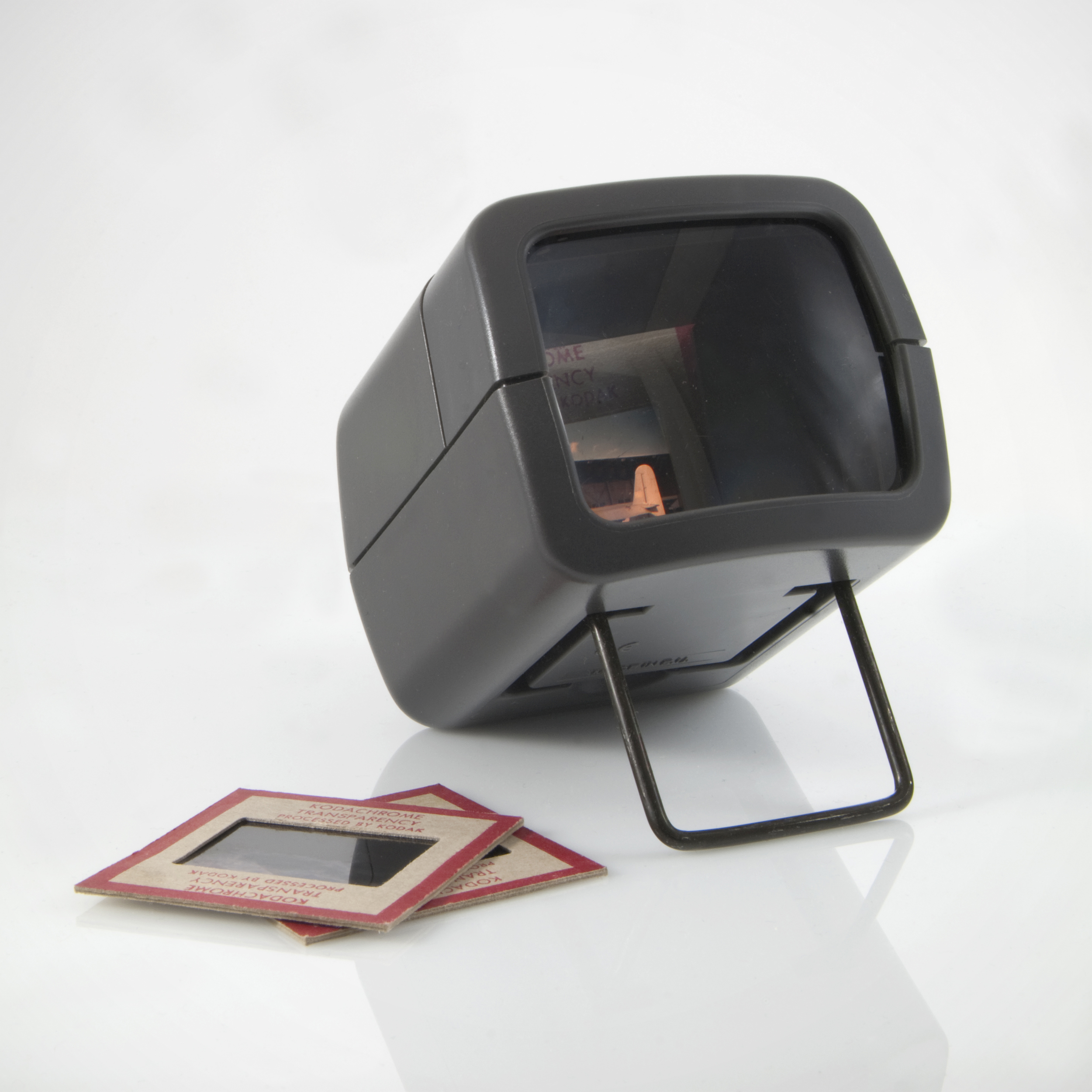
دستگاه بازبینی اسلاید
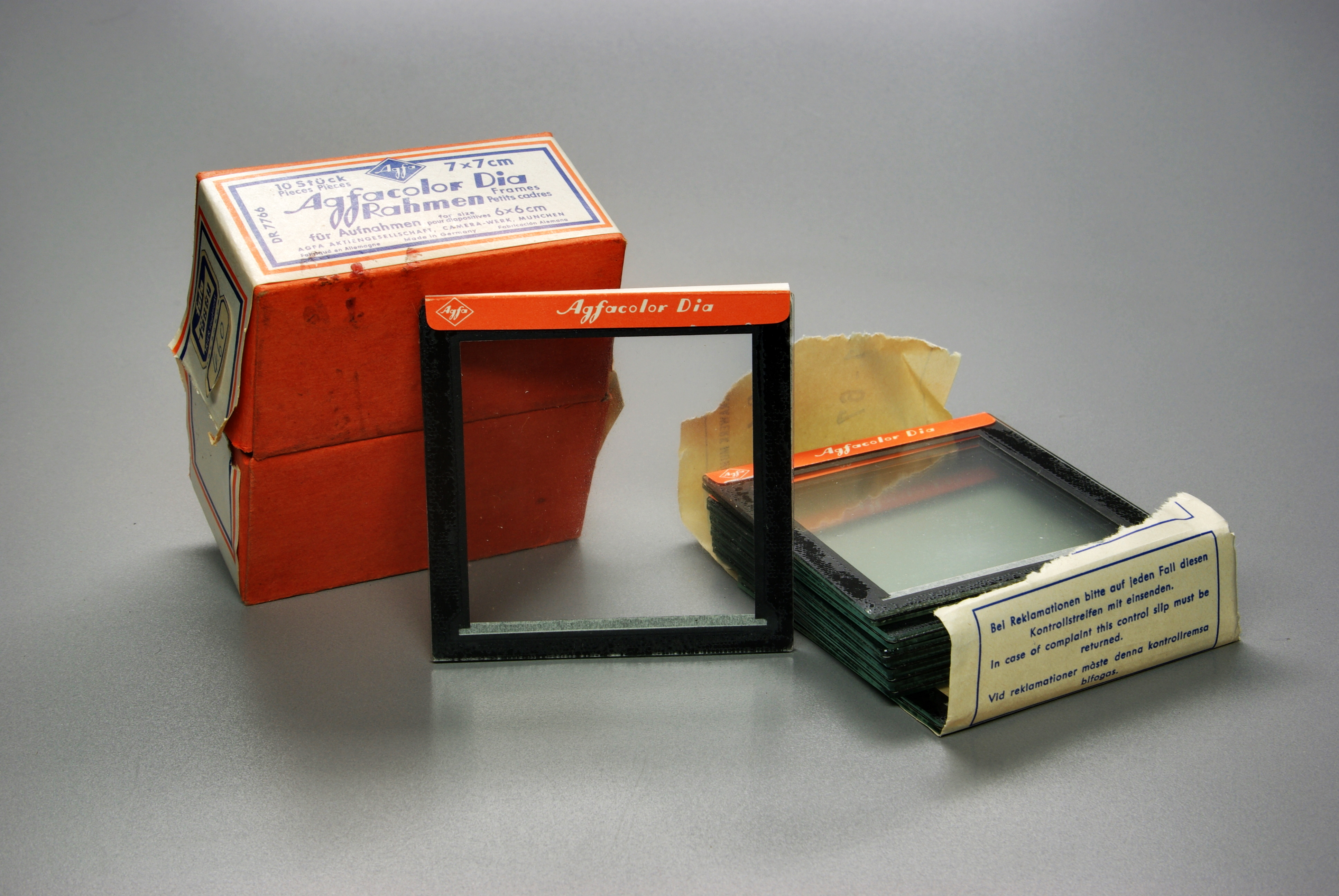
قاب اسلاید آکفا در اندازه ۶ در ۶
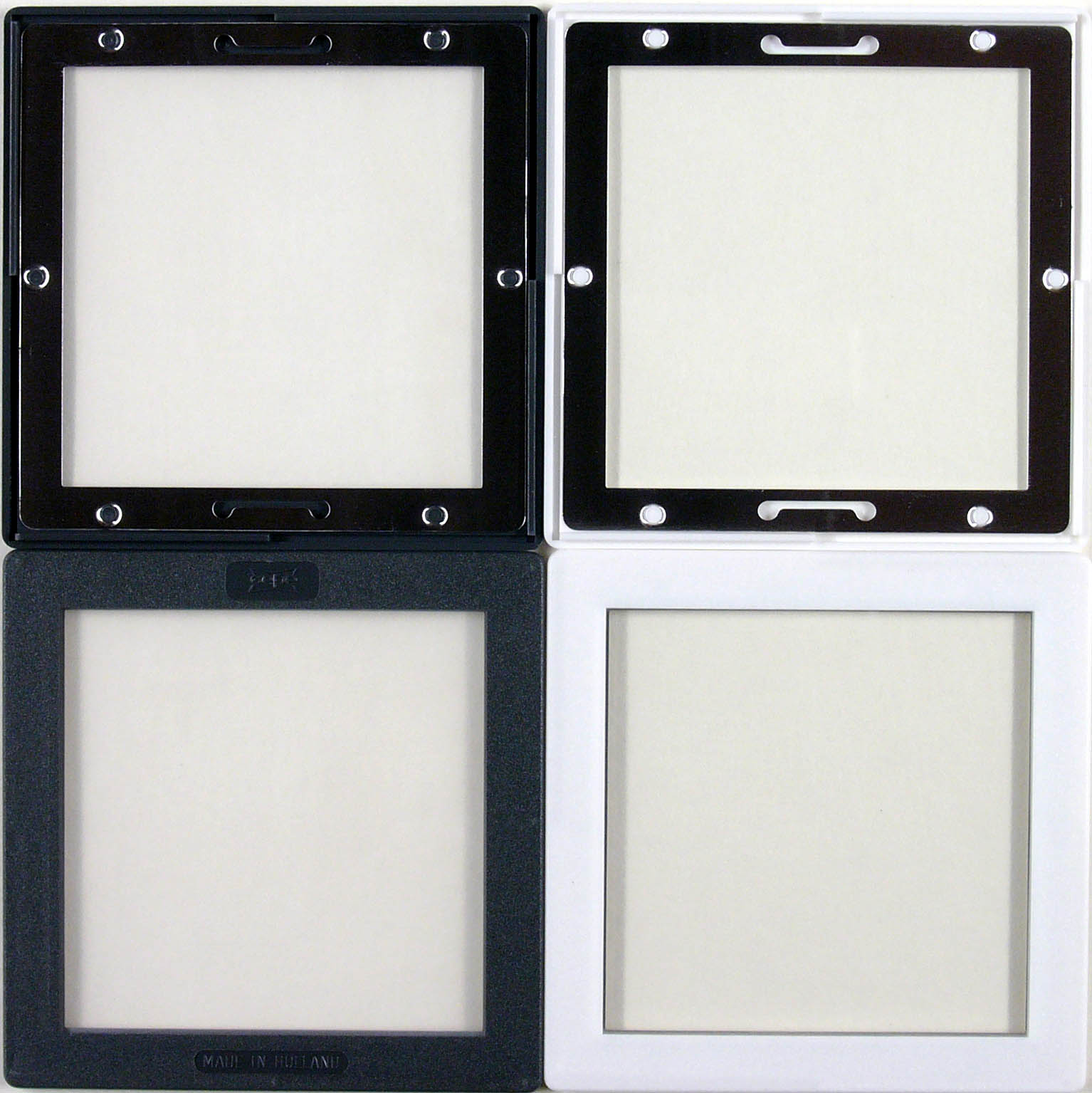
قاب اسلاید ۶ در 6 Gepe با شیشه آنتی نیوتن
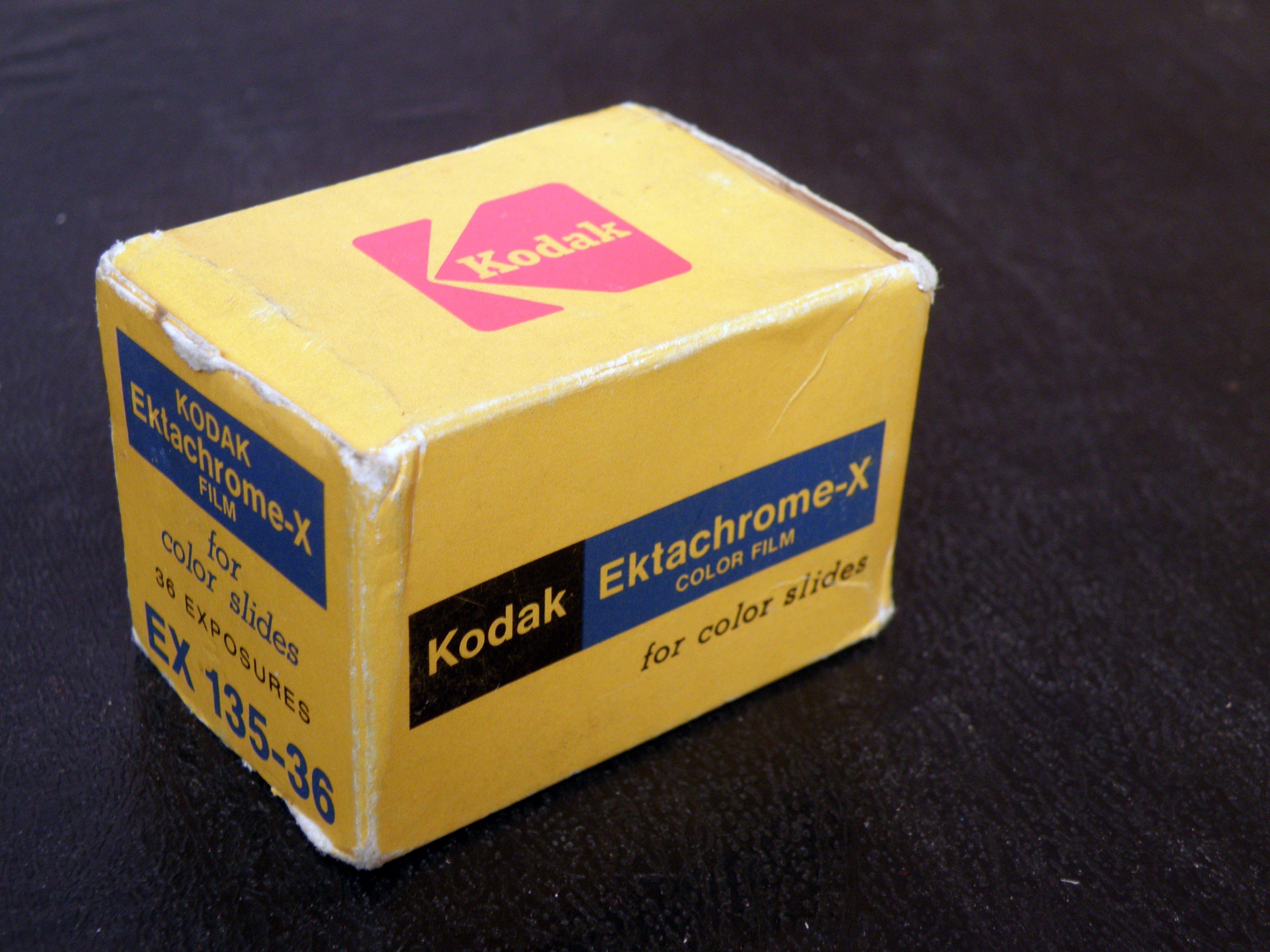
اسلاید کداک اکتاکروم ۱۳۵